# Letadlo (film)
Letadlo je francouzský film z roku 2005.

## Děj
Malý Charly touží po kole. Jako dárek k Vánocům ale dostane od tatínka prototyp letadla, který sám postavil. Za nějakou dobu má Charlyho tatínek nehodu a umírá. Charly je smutný. Jednoho rána zjistí, že letadlo od tatínka, které měl na skříni, sletělo k němu dolů a začalo se chovat jako živé. Charly se s ním dokonce i proletí.
O letadlo začne mít zájem bývalý spolupracovník Charlyho tatínka a chce se ho zmocnit. Charly se ale rozhodne se dárku od tatínka nevzdat. Charly uteče a letadlo ho chrání. Charly se s maminkou dostane na pláž. Chce tatínka zpátky, proto zahrabe letadlo do písku. V noci se k němu tatínek na chvíli vrátí a povídá si s Charlym. Ráno už Charly letadlo v písku nenajde.

## Obsazení
| Roméo Botzaris   | Charly    |
| Isabelle Carré   | Catherine |
| Vincent Lindon   | Pierre    |
| Nicolas Briançon | Xavier    |